# RMS Mauretania (1906.)
Mauretania preusmjerava ovdje. Za istoimeni brod iz 1936. vidi RMS Mauretania (1936.). Za druga značenja vidi Mauretanija (razdvojba)
RMS Mauretania (također poznat i kao "Maury") bio je britanski prekooceanski brod. Izgrađen je 1907. godine, prema projektu Leonarda Pesketta u brodogradilištu Swan, Hunter & Wigham Richardson u Wallsendu, Tyne and Wear, za kompaniju Cunard Line, i porinut 20. rujna 1906. U svoje doba, zajedno s blizancem Lusitania, bio je najveći i najbrži brod na svijetu, posebno istaknut svojim tada revolucionarnim turbinskim pogonom. Posebno omiljena među putnicima, Mauretania je Plavu vrpcu za najbrži prelazak Atlantika osvojila u svojoj prvoj sezoni plovidbe 1907., i zadržala ju zadivljujuće 22 godine.
Ime broda porijeklo vuče od Mauretanije, antičke rimske provincije na sjeverozapadnoj obali Afrike, koja nije u svezi s modernom Mauretanijom. Slična je nomeklatura primijenjena i za brod blizanac, nazvan po rimskoj provinciji Luzitaniji.
Mauretania je bila jedan od najčuvenijih i najuspješnijih transatlantika iz "zlatnog doba" velikih prekooceanskih brodova.

## Općenito
Godine 1897., njemački prekooceanski brod Kaiser Wilhelm der Große postao je najveći i najbrži brod na svijetu. S brzinom od 22 čvora (41 km/h), Plavu je vrpcu preoteo Cunardovim brodovima Campania i Lucania. Otprilike u isto vrijeme, kompanija International Mercantile Marine Co. američkog finacijera J. P. Morgana nastojala je monopolizirati pomorski promet, te je već preuzela drugu veliku britansku pomorsku kompaniju White Star. Suočen s tim prijetnjama, Cunard Line bio je odlučan vratiti prestiž oceanskih plovidbi ne samo kompaniji, već i Velikoj Britaniji. Godine 1903., Cunard Line i britanska vlada postigli su sporazum o izgradnji dva superlinera, Lusitania i Mauretania, s najmanjom zajamčenom brzinom od 24 čvora. Britanska je vlada izgradnju kreditirala s 2,6 milijuna funti (usklađeno s inflacijom, danas oko 200 milijuna funti) uz kamate od 2.75% za otplatu u 20 godina, pod uvjetom da se brodovi mogu prenamijenti u pomoćnu krstaricu ako to bude potrebno. Kao dodatno financiranje, admiralitet je dogovorio godišnju subvenciju od 150 000 funti za održavanje poštanske službe.

## Projekt i izgradnja
Mauretaniju i blizanac Lusitaniju projektirao je Cunardov brodograđevni inženjer Leonard Peskett koji je u suradnji s brodogradilištima Swan Hunter i John Brown razradio planove za brzi oceanski brod s predviđenom brzinom od 24 čvora u optimalnim vremenskim uvjetima, potrebnom za održavanje ugovora poštanskih subvencija. Peskettova originalna konfiguracija iz 1903. predviđala je brod s tri dimnjaka i klipnim strojevima. Fotografije divovskog modela brodova u takvoj konfiguraciji objavljene su u magazinu Shipbuilder's.
Cunard je 1904. umjesto klipnih motora odlučio ugraditi Parsonsovu novu turbinsku tehnologiju te je Peskett projetku dodao četvri dimnjak i primijenio dodatne modifikacije prije početka same izgradnje.
Godine 1906., Mauretaniju je porinula kuma Vojvotkinja od Roxburghea. U trenutku porinuća, bio je to najveći pokretni objekt do tada izgrađen, 
s neznatno većom bruto tonažom od blizanca Lusitania. Glavna estetska razlika između dva broda bila je 5 stopa (1,5 m) veća dužina Mauretanije i različiti otvori za zrak. U Mauretaniji su također bila ugrađena dva dodatna stupnja lopatica na prednjim turbinama, što je omogućavalo nešto veću brzinu u odnosu na Lusitaniju. Mauretania i Lusitania bili su jedini nosioci Plave vrpce pogonjeni parnim turbinama bez reduktora, dok su u kasnije brodove ugrađivane turbine s jednostrukim ili dvostrukim reduktorom. Instaliranje parnih turbina bila je do tada najveća primjena nove tehnologije koju je razvio Charles Algernon Parsons. Tijekom pokusnih vožnji, pokazale su se prejakima za trup broda te su stvarale snažne vibracije, što je zahtijevalo pojačanja na konstrukciji i promjenu propelera prije uvođenja u službu.
Interijeri su dizajnirani u skladu s edvardovskim stilom, s 28 različitih vrsta drva ugrađenih u salonima, zajedno s mramorom, tapiserijama, i drugim pokućstvom. Drvene obloge u salonima prve klase izradilo je 300 majstora iz Palestine, višekatni salon za ručavanje prve klase bio je dekoriran u stilu François I, i natkriven velikom staklenom kupolom kao svjetlarnikom. Kraj velikog stepeništa ugrađen je i niz liftova, tada rijetki novitet na brodovima. Novitet je bio i Verandah Café na palubi boat, gdje su u ambijentu zaštićenom od vremenskih utjecaja putnicima posluživani napitci.

## Početak karijere
Mauretania je na prvo putovanje isplovila iz Liverpoola 16. studenoga 1907., pod zapovjedništvom svog prvog kapetana Johna Pritcharda, te je kasnije istog mjeseca postavila rekord najbržeg istočnog prelaska Atlantika s proječnom brzinom od 23,69 čvorova (43,87 km/h). Rujna 1909., Mauretania je osvojila i Plavu vrpcu za najbrži zapadni prelazak - rekord koji neće biti oboren više od dva desetljeća. Prosinca 1910., otkačio se s veza na rijeci Mersey i pretrpio štetu koja je uzrokovala otkazivanje posebne brze božićne plovidbe za New York. Cunard je na to putovanje promptno prerasporedio Lusitaniju, koja je pod zapovjedništvom kapetana Jamesa Charlesa upravo pristigla iz New Yorka. Godine 1912., britanski kraljevski par kralj Đuro V. i kraljica Mary posjetili su i obišli Mauretaniju, tadašnji najbrži britanski trgovački brod, što je brodu dodatno uvećalo prestiž. 26. siječnja 1914., tijekom godišnjeg remonta u Liverpoolu dok su radili na jednoj od turbina, četiri su osobe poginule i šestoro ih je bilo ozlijeđeno kada je eksplodirao plinski cilindar. Šteta je bila minimalna te je brod vraćen u službu dva mjeseca kasnije. 

## Prvi svjetski rat
Ubrzo nakon što je Velika Britanija 4. kolovoza 1914. Njemačkoj objavila rat, britanska je vlada zaplijenila brodove Mauretania i Aquitania radi konverzije u pomoćne krstarice, ali radi svojih velikih dimenzija i masivne potrošnje goriva,  bili su neprikladni za tu dužnost te su 11. kolovoza nastavili cilivnu službu. Kasnije, radi nedostatka putnika tijekom rata, brod je bio u raspremi u Liverpoolu do svibnja 1915., kada je blizanac Lusitania potopljen od njemačke podmornice.
Mauretanija je trebala zamijeniti Lusitaniju na linijskoj službi, ali britanska je vlada odlučila ju iskoristiti kao brod za trupe za prijevoz britanske vojske tijekom galipoljske bitke. Radi svoje brzine i profesionalnosti posade, brod je uspio izbjeći njemačke podmornice. Kao brod za trupe, Mauretania ja radi zavaravanja neprijateljskih brodova obojana višebojnom kamuflažom.
Kada su udružene snage Britanskog imperija i Francuske počele trpiti teške gubitke, Mauretania je zajedno s transatlanticima Aquitania i Britannic pretvorena u bolnički brod, te je višebojna kamuflaža zamijenjena bijelom bojom i velikim znakovima crvenog križa. U toj službi brod je ostao do 25. siječnja 1916.
Sedam mjeseci kasnije, Mauretania je vraćena u službu prijevoza trupa kada je radi transporta vojske iz Halifaxa u Liverpool zaplijenila ju kanadska vlada. Nakon objave rata Sjedinjenih Država Njemačkoj 1917., brod je prevozio i američku vojsku. Admiralitet je do kraja rata koristio naziv HMS Tuberose, ali Cunard nikada nije službeno promijenio ime broda.

## Poratna karijera
Mauretania je u civilnu službu vraćena 21. rujna 1919. Gusti raspored plovidbe onemogućio je 
veći remont predviđen za 1920. Ipak, Cunard Line je brod povukao iz službe 1921. kada je na palubi "E" izbio požar, te je odlučeno da Mauretaniji neophodan remont. Brod se vratio u brodogradilište u Tyneu gdje je izgrađen, izvršena je konverzija kotlova na zagrijavanje naftom, te se u službu vratio ožujka 1922. Cunard je tada ustanovio da Mauretania teško održava redovnu prekoatlantsku brzinu. Premda je nakon konverzije kotlova potrošnja goriva bila 680 tona nafte na 24 sata, umjesto ranijih 910 tona ugljena, Mauretania nije plovila na prijeratnim brzinama. Tijekom jednog prelaska 1922., brod je uspijevao održavati prosječnu brzinu od samo 19 čvorova. Ustanovljeno je da je nekada revolucionarnim turbinama potrebna potpuna obnova. Godine 1923., započet je u Southamptonu veći popravak, te su turbine bile rastavljene. Tijekom remonta, brodogradilišni su radnici stupili u štrajk. Radovi su zaustavljeni, te je Cunard brod odteglio u Cherbourg u Francuskoj gdje su dovršeni. Svibnja 1924., Mauretania se vratila u redovnu službu.
Godine 1928. modernizirani su interijeri, dok je iduće godine, s prosječnih 28 čvorova (52 km/h) njemački prekooceanski brod Bremen postavio novi brzinski rekord prekoatlantske plovidbe. 27. kolovoza, Cunard Line omogućuje Mauretaniji još jedan, posljednji pokušaj osvajanja Plave vrpce. Brod je privremeno povučen iz prometa i strojevi su modificirani s ciljem veće snage i brzine.
Ipak, to nije bilo dovoljno. Bremen je bio prvi brod nove generacije, tehnološki daleko napredniji i sa znatno snažnijim strojevima u odnosu na tada već zastarjeli britanski transatlantik. Iako Mauretania nije ostvarila veću brzinu od njemačkog suparnika, popravila je vlastiti rekord u oba smjera plovidbe. Godine 1929., brod se sudario sa željezničkim trajektom kraj svjetionika Robbins Reef Light u njujorškoj luci. Nije bilo žrtava ili ozlijeđenih te je šteta ubrzo popravljena. Od 1930., radi velike depresije i pojave novih konkurenata na sjeveroatlanskim rutama, preusmjeren je u krstarenja. Kada je 1934. izvršena integracija kompanija Cunard i White Star, Mauretania, zajedno s brodovima Olympic, Majestic i drugim starijim transatlanticima smatrana je viškom ponude i povučena iz službe.

## Povlačenje
Cunard je Mauretaniju iz službe povukao nakon posljednjeg istočnog prelaska Atlantika iz New Yorka za Southampton rujna 1934. Plovidba je obavljena prosječnom brzinom od 24 čvora, u skladu s izvornom klauzulom ugovora poštanskih subvencija. Brod je u Southamptonu raspremljen pored bivšeg glavnog broda White Stara Olympic, završivši 28 godina službe. Godine 1935. oprema i pokućstvo prodani su na aukciji, te je 1. srpnja 1935. brod posljednji puta isplovio iz Southamptona, za rezalište T.W Wards u Rosythu. Jedan od bivših kapetana, umirovljeni komodor Sir Arthur Rostron, poznat kao zapovjednik broda Carpathia tijekom spašavanja brodolomaca s Titanica, došao je ispratiti Mauretaniju na posljednjem isplovljavanju, ali se odbio popeti na brod, izjavivši da ga se želi sjećati kakav je bio kada je njime zapovijedao.
Na putu za Rosyth Mauretania se na pola sata zaustavila u Tyneu gdje je izgrađena. Mnoštvo ljudi okupilo se da ju ispratilo, te se gradonačelnik Newcastlea popeo na brod donoseći pozdrave građana. Posljednji kapetan, A.T. Brown, potom je nastavio put ka Rosythu. S odrezanim jarbolima radi prolaska ispod mosta Forth Bridge, brod je isporučen rezalištu. Kraj omiljene Mauretanije izazvao je brojne proteste vjernih putnika, uključujući i predsjednika Sjedinjenih Država Franklina D. Roosevelta, koji je napisao privatno pismo protiv rezanja broda.

## Nasljeđe
Dijelom pokućstva s Mauretanije opremljen je bar/restaurant kompleks u Bristolu nazvan Mauretania Bar (sada Java Bristol), u ulici Park Street. Salon-bar je obložen mahagonijem iz knjižnice prve klase. Neonski natpis na južnom zidu još ističe natpis "Mauretania," dok su slova s pramca iskorištena iznad ulaza. Također, namještaj iz salona za čitanje prve klase iskorišten je za dvoranu za sastanke u Pinewood Studios, zapadno od Londona. Interijeri obloženi hrastovinom iz Oak Bara u Dame Street u Dublinu, Irska, izvorno su bili postavljeni na Mauretaniji. Obloge od javora iz jednog od apartmana nalaze se u Nont Sarahs Pubu, u Scammondenu, Huddersfield, West Yorkshire.
Mauretania je zapamćena pjesmom "Firing the Mauretania", s verzijama koje su odvojeno zabilježili Redd Sullivan i Hughie Jones. Obje započinju stihovima "In 19 hundred and 24, I… got a job on the Mauretania" (1924. dobio sam posao na Mauretaniji), i potom nastavljaju s "shovelling coal from morn till night" (zgrčući ugljen od jutra do noći [1924. to nije bilo moguće jer su tada kotlovi već prebačeni na naftu]). Pjesma navodi da je broj ložača bio 64 ili 34, ali posljednji stih verzije Hughiea Jonesa koristi riječ "trimmers" (uređaji za ugljen na brodu [cca]) umjesto "stokers" (ložači), što je vjerojatno aluzija na naftu.

## Vanjske poveznice
- Mauretania Home na Atlantic Liners
- Maritimequest RMS Mauretania foto galerija - maritimequest.com
- RMS Mauretania - chriscunard.com   Arhivirana inačica izvorne stranice od 6. travnja 2010. (Wayback Machine)
- RMS Mauretania - ocean-liners.com
- RMS Mauretania - tyneandweararchives.org.uk   Arhivirana inačica izvorne stranice od 10. lipnja 2007. (Wayback Machine)